# Quercus macdougallii
Quercus macdougallii — вид рослин з родини букових (Fagaceae); ендемік штату Оахака — Мексика.

## Опис
Це вічнозелене дерево, заввишки від 20 до 35 метрів зі стовбуром діаметром близько одного метра (до 1.8 м). Стовбур до 1 м в діаметрі. Кора сіра. Гілочки вкриті зірчастими волосками. Листки довгаста еліптичні, шкірясті, 2–6 × 1–3.5 см; основа округла, серцеподібна, іноді асиметрична; верхівка гостра або тупа; край товстий, злегка загнутий, цілий або з 1–3 парами зубів; верх блискучий, гладкий, з деякими волосками вздовж середньої жилки; низ жовтувато-зелений, густо вкритий короткими (ледь помітними), притиснутими, зірчастими волосками та довгими простими волосками вздовж середньої жилки; ніжка рожевувата, злегка запушена або гладка, 4 мм завдовжки. Жіночі суцвіття несуть щонайменше 4 квітки. Жолуді однорічні, 3–4 разом, сидячі, кулясті, 1.5–1.7 см у діаметрі, кавового кольору, гладкі, блискучі.
Період цвітіння: травень — червень. Період плодоношення: жовтень — листопад

## Поширення й екологія
Ендемік штату Оахака — Мексика.
Трапляється в дубових лісах і в змішаних дубово-соснових або сосново-дубових лісах; на висотах 2500–3000 м.

## Використовується
У минулому деревина Q. macdouglii використовувалася для виготовлення ручок сокири, хоча зараз використовується для дров.

## Загрози
Територія занурена в лісогосподарську одиницю. Легко витісняється іншими видами.